# ريان توبي
ريان توبي (بالإنجليزية: Ryan Toby)‏ هو مغني ومغن ومؤلف ومنتج أسطوانات وكاتب أغاني وعارض وممثل أمريكي، ولد في 26 نوفمبر 1978 في الولايات المتحدة.

## وصلات خارجية
- ريان توبي على موقع IMDb (الإنجليزية)
- ريان توبي على موقع ميوزك برينز (الإنجليزية)
- ريان توبي على موقع أول ميوزيك (الإنجليزية)
- ريان توبي على موقع ديسكوغز (الإنجليزية)
- ريان توبي على موقع قاعدة بيانات الفيلم (الإنجليزية)